# Antoine Truc
Pour les articles homonymes, voir Truc.
Antoine Truc, né le 30 juin 1756 dans la commune des Arcs et mort le 30 août 1840 dans la même ville, est un magistrat et homme politique français. 

## Biographie
Maire des Arcs dans le Var, président du tribunal de Draguignan, il est élu, le 25 germinal an VII, député du Var au Conseil des Cinq-Cents. Il ne s'y fit pas remarquer, refusa de se rallier au 18 brumaire et fut exclu à cette date du corps législatif.